# From First to Last
From First to Last, également abrégé FFTL, est un groupe américain de post-hardcore, originaire de Tampa, en Floride. Le groupe publie son premier EP intitulé Aesthetic en 2003 qui sera enregistré avec le chanteur et fondateur Phillip Reardon qui quittera le groupe en 2004 à cause de divergences créatives et personnelles. Dear Diary, My Teen Angst Has a Body Count suit en 2004 et Heroine en 2006, avec Moore.
Après le départ de Moore, en février 2007, pour se consacrer à son projet solo, Skrillex, le groupe recrute un bassiste permanent, Matt Manning, et Good endosse la guitare et le chant. Ils publient leur album éponyme en 2008 au label Suretone Records. Le 27 août 2009, From First to Last confirme au Punk Rock Show, animé par DJ Rossstar, avoir quitté Suretone et est désormais signé chez Rise Records. À la fin de 2009, ils se séparent du guitariste et chanteur Travis Richter. Leur quatrième album studio, Throne to the Wolves, est publié le 16 mars 2010. Le 28 juillet 2010, le groupe se met en pause.
En novembre 2013, From First to Last se reforme après trois ans de pause, et lance un appel aux dons sur Kickstarter pour financer leur nouvel EP enregistré aux côtés de Travis Richter. En avril 2014, Richter et Goodfont une annonce vidéo et réenregistrent The Latest Plague issue de l'album Heroine (2006) chez Alternative Press avec le chanteur de Periphery, Spencer Sotelo. En 2015, ils publient un nouvel album intitulé Dead Trees au label Sumerian Records. En juillet 2016, Sotelo quitte le groupe.

## Histoire

### Débuts etAesthetic(2002–2003)
Le groupe est initialement formé en novembre 1999 sous le nom de First Too Last, par les membres Matt Good, Steve Pullman, Mike Blanchard, et Scott Oord.
Finalement, après de nombreux départs, la formation officielle se compose de Phillip Reardon (screaming), Matt Good (chant, guitare), Travis Richter (guitare, screaming), Joey Antillion (basse) et enfin Derek Bloom (batteur). Avec cette formation enfin stable, le groupe signe chez le label Four Leaf Recordings et enregistre leur tout premier EP, Aesthetic, publié en 2003. Une vidéo pour la chanson Such a Tragedy sort la même année. Cet EP sort lorsque la nouvelle vague emocore bat son plein, donnant de l'avenir à ce groupe. Les mélodies employées dans Aesthetic sont essentiellement en tonalités majeures, et de construction musicale rappelant le punk rock. Le groupe signera par la suite chez le label Epitaph Records fin 2003.

### Dear Diary, My Teen Angst Has a Body Count(2004–2005)
Après la sortie de Aesthetic, le groupe s'apprête a rentrer en studio pour enregistrer leur premier album Dear Diary, My Teen Angst Has a Bodycount sous le label Epitaph Records.
Malheureusement, le chanteur Phillip Reardon quitte le groupe pour se lancer dans un nouveau projet nommé The New Tragic. Matt Good rentre alors en contact avec Sonny Moore via Myspace. Sonny devait à la base passer une audition en tant que guitariste, mais après que les membres l'eut entendu chanter, ils décident de prendre Sonny dans le groupe en tant que chanteur et leader du groupe. Il avait à l'époque seulement 15 ans. Au même moment, Jon Weisberg rejoint le groupe pour remplacer l'ancien bassiste. FFTL enregistre alors Dear Diary, My Teen Angst Has a Bodycount en 2004.
Entre fin mai et mi-juin 2005, From First to Last participe à la tournée Dead by Dawn avec les groupes Emanuel, Halifax et He Is Legend.

### Heroine(2006–2007)

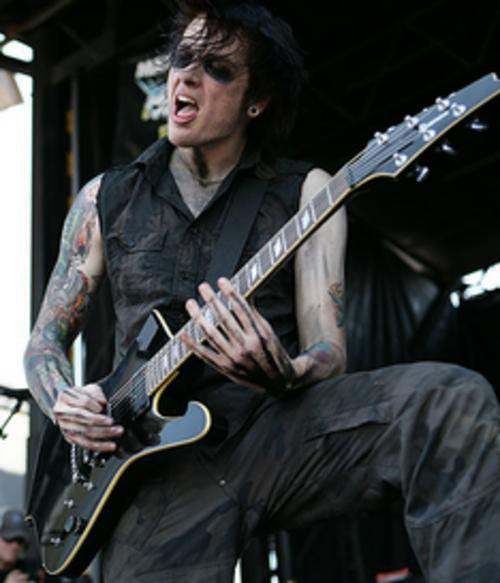
Matt Good en concert en 2006.

Après le succès fulgurant de Dear Diary, My Teen Angst Has a Bodycount, le groupe prépare son second album : Heroine en 2004. À cause de nombreux conflits, le bassiste Jon Weisberg est évincé de FFTL (ce qui leur vaudra une plainte). Le producteur Ross Robinson indique au groupe que Wes Borland, guitariste de Limp Bizkit, va prendre place à la basse. Peu après l'enregistrement, le groupe signe avec un nouveau label bien plus important, Capitol Records. L'album est un franc succès, rencontrant les éloges des critiques, et atteignant la 25e place des classements aux États-Unis, et se vend à 33 000 exemplaires. Cet album bien plus sombre que le premier profite à pleine puissance de la voix de Sonny, toujours mêlée à des mélodies complexes (Shame Shame) et de longues chansons (The Crows Are For Coming Us).
Le groupe est invité pour le Vans Warped Tour 2006 (qu'ils annuleront en dernière minute à cause d'une opération des cordes vocales de Sonny Moore) ; puis invité à accompagner Atreyu avec Every Time I Die et également Chiodos. Durant la tournée, Sonny est victime de nouveaux problèmes vocaux, l'obligeant à quitter immédiatement la scène pour rejoindre l'hôpital. Pour pallier ce problème, Matt et Travis décident de remplacer Sonny pour le chant, et de mettre Sonny à la guitare. Finalement, le chanteur de Chiodos, Craig Owens, se propose pour faire chanteur quelques nuits jusqu'à ce que Sonny revienne. Après ces évènements, Alex, le chanteur de Atreyu, décide que From First To Last n'est pas prêt pour participer à la tournée.
À la fin de 2006, les problèmes de chants de Sonny s'accentuent. Celui-ci décide même en 2007 de quitter le groupe, alors qu'il avait acquis une certaine notoriété parmi les fans. Sa décision de quitter le groupe était basé sur son envie de créer sa propre musique, et aussi sur le fait que chanter dans FFTL mettait une immense pression sur ses cordes vocales, ce qui entraîne des dommages graves qui ont besoin de multiples interventions chirurgicales afin d'être réparés. Il s'est dirigé dans une carrière solo de musique électronique ; il est désormais connu sous le nom de Skrillex.

### From First to Last(2008–2009)
Après le départ complet de Sonny Moore, FFTL est face à une crise: leur label, Capitol Records, avait chuté en raison de problèmes financiers. Sans chanteur, sans label, sans bassiste permanent, et même sans argent, le groupe est au bord de la séparation. Matt, Travis et Derek, malgré cette fin d'année complètement manquée, décident de continuer le groupe et invitent Matt Manning en tant que nouveau bassiste pendant que Matt Good s'occupera du chant. Le groupe persiste et survit, et finit par signer chez le label Suretone Records. Ils enregistrent leur troisième album From First to Last, et reprennent les tournées dans le monde aux côtés de nombreux groupes en 2008. Le premier single Worlds Away sort la même année. Ce nouvel album éponyme symbolise un renouveau pour FFTL. Le groupe montre un nouveau visage et compte reconquérir tous ses fans et en attirer de nouveaux.

### Throne to the Wolveset pause (2010-2013)
Après avoir retrouvé un public et une nouvelle notoriété, FFTL commence par enregistrer de nouvelles démos en 2009, et signe chez Rise Records la même année. Après de nombreuses tournées, Matt Good annonce le départ de Travis Richter sur Myspace. Selon Matt, Travis et les autres membres se sont éloignés, et ces derniers lui ont alors demandé de partir. Le groupe souligne qu'il n'y a pas de conflits entre Travis et FFTL. Travis devient alors le chanteur du groupe The Human Abstract et Blake Steiner (ex-Mia Medusa) prend la place de Travis.
Le 16 mars 2010, FFTL sort son nouvel album, A Throne to the Wolves. Malgré le succès de A Throne to the Wolves, FFTL s'accorde une pause, autrement dit une pause, afin de s'ouvrir a de nouveaux horizons. Le groupe compte rejouer dans quelques années. Matt Good a décidé de rejoindre Craig Owens dans son nouveau groupe D.R.U.G.S. (Destroy Rebuild Until God Shows). Pas encore d'informations sur les futur projets des autres membres de FFTL.

### Réunion etDead Trees(2013–2015)
En novembre 2013, Matt Good, Derek Bloom, Matt Manning et Travis Richter se réunissent sous From First to Last et lancent un appel aux dons sur Kickstarter pour financer un nouvel EP. Good explique qu'il a cherché à convaincre Sonny Moore (Skrillex) d'y participer. Des mois après avoir atteint $30 000 de donation, le groupe change légèrement ses plans : les sessions d'enregistrement semblent porter leurs fruits, et le groupe décide de publier un album studio plutôt qu'un EP, et la formation du groupe change significativement. Bloom quitte le groupe et les membres restants forment un sextet aux côtés du chanteur Spencer Sotelo de Periphery (qui reste membre des deux groupes), du batteur Ernie Slenkovich et du troisième guitariste Taylor Larson,,. Avec cette nouvelle formation, From First to Last enregistre et publie un stream d'une nouvelle version de Note to Self — chanson originellement publiée sur l'album Dear Diary, My Teen Angst Has a Body Count en 2004 avec Moore au chant — pour commémorer leur dix ans d'existence.
From First to Last publie le premier single, Dead Trees, issu du cinquième album homonyme, le 24 novembre 2014. Des semaines après, en janvier 2015, From First to Last annonce leur signature au label Sumerian Records pour la sortie de leur nouvel album. Le 23 avril 2015, le groupe publie Dead Trees chez Sumerian. Le 30 juillet 2016, l'ancien chanteur Sonny Moore anime une émission radio sur Beats 1 sous son nom Skrillex, un lien que From First to Last partage sur sa page Facebook. Le 1er août 2016, Spencer Sotelo annonce sur Twitter ne plus faire partie du groupe. Le 15 janvier 2017, le groupe publie un nouveau single, Make War, avec Sonny Moore et le batteur original Derek Bloom.

### Départ de Soleto, retour de Morre et avenir (depuis 2016)
Le 1er août 2016, Spencer Sotelo annonce son départ du groupe. Le groupe sort un nouveau single, Make War, le 15 janvier 2017, avec le chanteur Sonny Moore. et le retour du batteur original Derek Bloom (bien que le single présente le batteur Travis Barker au lieu de Bloom). Leur première performance avec Moore et Bloom a lieu le 7 février 2017, lors d'un événement Emo Nite LA à Los Angeles, en Californie, à la salle Echoplex. Le groupe se produit pour la première fois en concert avec Moore depuis une décennie et avec Bloom depuis son départ en 2010. Le bassiste de longue date Matt Manning rejoint également le groupe pour cette performance, n'ayant joué que brièvement aux côtés de Moore avant son départ initial du groupe. Le guitariste Taylor Larson était absent du spectacle et ne fait plus partie du groupe.
En 2017, Moore déclare que Make War est leur première composition après leur reformation et exprime son intention de sortir plus de musique. En décembre 2017, le groupe présente un nouveau morceau intitulé Surrender lors de l'Emo Nite Day à Los Angeles. La piste est ensuite officiellement publiée le 23 juillet 2018, avec Bloom de retour à la batterie.
Le 24 septembre 2023, Matt Good confirme son retour en tant que chanteur principal du groupe,. Le 19 juillet 2024, le groupe sort un nouveau single intitulé Genesis, avec de fortes influences d'anime et de culture japonaise.

## Membres

### Membres actuels
- Sonny Moore – chant, guitare rythmique, claviers (2004–2007, depuis 2017)
- Matt Good – chant, guitare solo, claviers (1999–2010, depuis 2013)
- Travis Richter – guitare rythmique, chant guttural, chœurs (2002–2009, depuis 2013)
- Matt Manning – basse, chant guttural, chœurs (2007–2010, depuis 2013)
- Derek Bloom – batterie, percussions (2002–2010, 2013–2014, depuis 2017)

### Membres de tournée et de session
- Alicia Way – basse, chœurs (2005)
- Mikey Way – basse, chœurs (2005)
- Wes Borland – basse, chœurs (2005–2006)
- Matt Fleischman – basse, chœurs (2006–2007)
- Travis Barker - batterie (Make War uniquement, 2017)

### Anciens membres
- Phillip Reardon – chant, claviers (2002–2004)
- Spencer Sotelo – chant (2014–2016)
- Blake Steiner – guitare rythmique, chant guttural (2009–2010)
- Scott Oord – basse, chœurs (1999–2002)
- Joey Antillion – basse (2002–2003)
- Jon Weisberg – basse, chant guttural (2003–2005)
- Parker Nelms – batterie, percussions (1999)
- Steve Pullman – batterie, percussions, clavier (1999–2002)
- Greg Taylor – drums, percussions (2002)
- Ernie Slenkovich – batterie, percussions (2014–2016)
- Chris Lent – claviers, synthétiseurs, percussions (2006–2009)
- Taylor Larson – guitare solo, guitare rythmique (2014–2017)

## Clips
- Such a Tragedy
- Ride the Wings of Pestilence
- Note To Self
- The Lastest Plague
- Shame Shame
- Worlds Away

## Distinctions
| Année | Nommé              | Prix                                                    | Résultat   | Réf    |
| ----- | ------------------ | ------------------------------------------------------- | ---------- | ------ |
| 2006  | From First to Last | Alternative Press : meilleur nouveau venu international | Nomination | [ 33 ] |